# Звежхоцини
Звежхоцини (пол. Zwierzchociny) — село в Польщі, у гміні Баб'як Кольського повіту Великопольського воєводства.
Населення — 153 особи (2011).
У 1975-1998 роках село належало до Конінського воєводства.

## Демографія
Демографічна структура станом на 31 березня 2011 року:
|          | Загалом | Допрацездатний вік | Працездатний вік | Постпрацездатний вік |
| -------- | ------- | ------------------ | ---------------- | -------------------- |
| Чоловіки | 85      | 17                 | 58               | 10                   |
| Жінки    | 68      | 13                 | 33               | 22                   |
| Разом    | 153     | 30                 | 91               | 32                   |